# إيشغة سو (صوماي برادوست)
إيشغة سو هي قرية في مقاطعة أرومية، إيران. عدد سكان هذه القرية هو 126 في سنة 2006.